# エース交易
エース交易株式会社（エースこうえき、英: ACE KOEKI Co.,Ltd.）は、商品先物取引、純金積立や金地金を取り扱う企業。本社は東京都渋谷区、代表取締役はジョン・フー（会長兼社長）。
組織・事業再編により、2013年（平成25年）12月3日をもって従来の事業を承継し、EVOLUTION JAPAN株式会社へ商号変更した。

## 概要
1967年に商品取引所法が改正され、1971年から従来は商品仲買人と呼ばれていた商品先物取引業者が許可制に移行した。これを受け、東京穀物商品取引所の会員で商品仲買人でもあった「林大株式会社」（1966年9月7日設立）が廃業の意思を固めていたため、その営業権を譲り受け、1971年2月12日、商号を「エース交易株式会社」に変更の上、事実上の創業をした。また許可制移行の際に、商品仲買人であった「吉原商品株式会社」（1961年設立）の東部・中部・西部の各事業本部がそれぞれ独立した。そのうちの東部事業本部も吸収している。

## 沿革
- 1971年（昭和46年） - 事実上の創業。通商産業大臣（現・経済産業大臣）・農林水産大臣から東京穀物商品取引所など4取引所において商品取引員としての許可を取得。興栄商事株式会社（現・エース交易不動産）設立
- 1982年（昭和57年） - 通商産業省から、新設された公設貴金属先物市場「東京金取引所」（現・東京工業品取引所）の商品取引員として許可を取得
- 1984年（昭和59年）3月 - グランド交易株式会社（旧・合同商品）を吸収合併
- 1986年（昭和61年） - 通商産業大臣から「誘導基準適合取引員」の認定を受ける（以後11年連続で認定）
- 1987年（昭和62年）2月 - 大都通商株式会社から営業権を譲り受ける。
- 1990年（平成2年） - 売買取引のシステム化、情報処理の充実を図るため大型汎用コンピュータを導入
- 1992年（平成4年） - 大蔵、通商産業、農林水産の三省から商品投資販売業者の運用法人としての許可を取得
- 1995年（平成7年） - 株式店頭市場に株式を登録（現・ジャスダック）
- 1996年（平成8年） - 関東財務局から金融先物取引業の許可取得。東京金融取引所に会員加入
- 1999年（平成11年） - 渋谷に本社社屋竣工。インターネットを活用したオンライン取引サービスを開始
- 2001年（平成13年） - iモードによるオンライントレード・システムのサービスを開始
- 2004年（平成16年） - コアパシフィック山一証券株式会社の株式を取得し子会社化。アルバース証券株式会社（現・EVOLUTION JAPAN証券）に商号変更。
- 2005年（平成17年） - 関東財務局長より金融先物取引業の登録を受ける
- 2007年（平成19年） - 金融商品取引法施行に伴い、関東財務局長より金融商品取引業（第一種・第二種）の登録を受ける
- 2008年（平成20年） - エースアセットパートナーズ株式会社及びビバーチェ・キャピタル・マネジメント株式会社（現・EVOLUTION JAPANアセットマネジメント）を設立
- 2009年（平成21年） - エースアセットパートナーズ株式会社を株式会社マックスマネー・インベストメントに商号変更
- 2012年（平成24年） - 興栄商事株式会社をエース交易不動産株式会社に商号変更
- 2013年（平成25年）
  - ケイマン諸島籍のファンドである米投資会社のタイガー・トラスト傘下のエース・インベストメント・インクが完全子会社化を目指し、エース交易に対して株式公開買付けを実施。3月28日時点で86.48%の株式を取得した。6月12日にいわゆる二段階買収でエース交易を完全子会社化し、それに先立ち、エース交易は上場廃止となった[2][3][4]。また同月、エース交易は金融商品取引業（第一種・第二種）を廃止した[5]。エース交易が発行する新株を約8億円で買い取り、エース交易の筆頭株主になったタイガートラストは、ジョン・フー会長以下4人の取締役をエース交易の役員陣に送り込み、エース交易の経営権を取得した。
  - 12月 - 同年6月のTOBを経て、エース交易は商号を「EVOLUTION JAPAN株式会社」に変更、世界7カ国に20社あまりの企業を所有する外資系企業グループ「EVOLUTION  FINANCIAL GROUP」の傘下に入る。これまでの商品先物取引業、金現物取引業の他、金融商品仲介業を新たに加え、総合的な金融商品を提供する企業として組織・事業再編された。

2013年12月3日以降については「EVOLUTION JAPAN#沿革」を参照

## 会員団体
- 日本商品先物取引協会
- 日本商品先物振興協会

## 加入取引所
- 東京商品取引所
- 大阪堂島商品取引所